# Drvolika pucalina
Drvolika pucalina (stablolika pucalina, lat. Colutea arborescens) je vrsta biljke iz porodice mahunarki. 

## Rasprostranjenost
Rasprostranjena je na području srednje i južne Europe, sjeverne Afrike i Male Azije. Ova biljka obično raste obično na vapnenastom tlu. Dosta je prilagodljiva biljka i jako brzo raste.

## Opis
Pucalina je listopadni, razgranati grm koji naraste 2 do 4 metra u visinu. Mladi vitki izbojci obavljeni su zelenkastom korom posutom bijelim dlačicama, dok je na starijim granama kora sivkasta i ljušti se. Korijen ove biljke je jako dobro razvijen pa se pucalina koristi za zaštitu tla od erozije. 
Listovi su neparno perasti. Sastavljeni su od 7 do 13 jajolikih do široko elipsastih listića. Na vrhu su listići plitko usječeni, a rub im je cjelovit. Dugi su oko 3 centimetra. Žuti cvjetovi skupljeni su u rijetke cvatove smještene u pazusima listova. Plod je u obliku nabrekle, mjehuraste mahune. Ispočetka je zelenkasta, a kasnije postaje svijetlosiva. Duga je 2-3 centimetra, te sadrži brojne sjemenke. Mahuna ostaje na stabljici još dugo nakon što sa stabljike otpadne lišće.
Ova biljka cvijeta krajem proljeća ili početkom ljeta, odnosno od svibnja do kolovoza. Plodove pak daje od kraja svibnja, pa sve do rujna.